# Carlos Sampaio Garrido

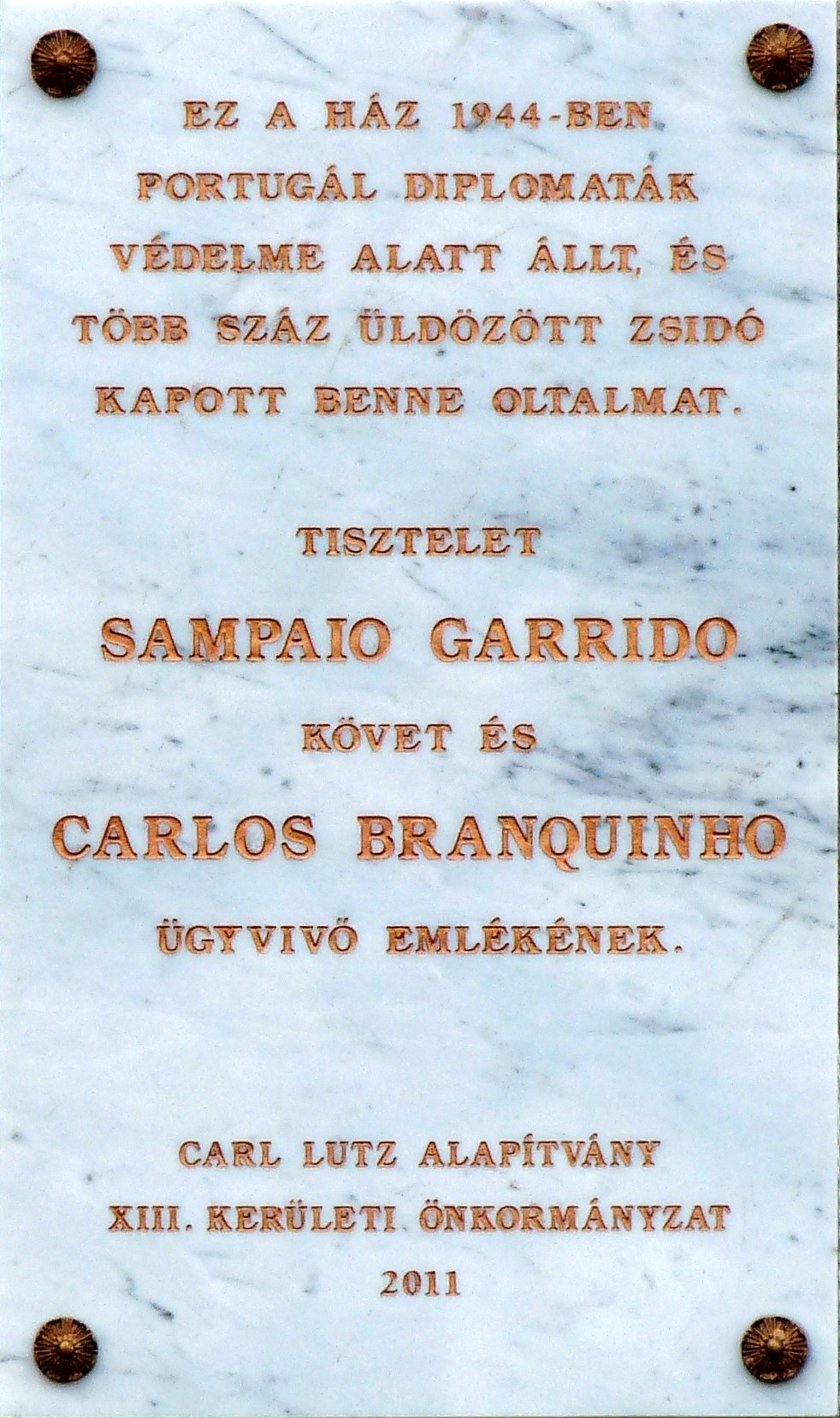
Placa Comemorativa dos feitos de Sampaio Garrido e Teixeira Branquinho, (Budapest, District XIII, Újpesti Quay Nr 5).

Carlos de Almeida Fonseca Sampaio Garrido (5 de abril de 1883, Portugal – † abril de 1960) Embaixador de Portugal em Budapeste em 1944, recebeu, a título póstumo, a medalha de “Justo entre as Nações” pela sua acção de protecção e salvamento de judeus húngaros. A distinção foi decidida em 2 de Fevereiro de 2010, pelo Yad Vashem - Autoridade Nacional para a Memória dos Mártires e Heróis do Holocausto criada em 1953 pelo Estado de Israel.

## Vida
Licenciado em Ciências Económicas e Financeira iniciou a sua carreira diplomática com adido de legação, em 24 de Dezembro de 1901; em Serviço na Direcção Geral dos Negócios Comerciais e Consulares. Em 27 de Julho de 1939 é enviado extraordinário e ministro plenipotenciário em Budapeste.
Em 1944 as tropas alemãs ocupam a Hungria e instalam um novo governo, mais subserviente, chefiado por Dome Sztojay. As perseguições ao judeus intensificam-se dando-se início a confisco de bens, uso obrigatório da estrela amarela, etc. encerramento em guetos etc.
No dia 23 de Abril de 1944, respondendo a um pedido dos aliados para reduzir o nível de representação diplomática em Budapeste, Oliveira Salazar chama Sampaio Garrido deixando no seu lugar o Encarregado de Negócios, Teixeira Branquinho.
Passados 5 dias, a 28 de Abril de 1944, às 5h da manhã, a residência oficial de Portugal em Galgagyörk é assaltada pela Gestapo húngara: os hóspedes foram presos e levados para o posto da polícia central de Budapeste. Garrido faz questão de também ser preso com o intuito de poder vir a ajudar os seus hóspedes. Sem se intimidar, o diplomata resistiu corajosamente à acção da polícia e exigiu de imediato a libertação dos detidos alegando o conceito de extraterritorialidade da residência de embaixador.
Sampaio Garrido partiu para Berna a 5 de Junho, levando consigo a sua secretária judia e onde continuou a orientar o encarregado de negócios, Teixeira Branquinho, no apoio aos judeus, nomeadamente enviando-lhe listas com nomes para os quais pedia assistência e asilo na legação de Portugal. Sempre em relação com Garrido, Branquinho obteve de Salazar a autorização para atribuir passaportes portugueses a judeus húngaros, na condição de estes terem uma relação familiar, cultural ou económica com Portugal ou com o Brasil (país que Portugal representava diplomaticamente). Ao todo, com autorização de Salazar, foram concedidos por Portugal cerca de 1000 documentos de protecção, dos quais 700 passaportes provisórios sem indicação de nacionalidade portuguesa, conforme exigência de Salazar para que, mais tarde, a não pudessem reclamar.
Entre os hóspedes ajudados por Garrido encontravam-se cinco elementos da famosa família Gabor incluindo Magda Gabor, actriz e socialite, que terá sido amante de Sampaio Garrido bem como as suas irmãs, estrelas de Hollywood, Eva Gabor e Zsa Zsa Gabor.
Em 1945, Sampaio Garrido foi enviado extraordinário e ministro plenipotenciário em Estocolmo.
A 2 de Fevereiro de 2010, a Comissão para a Nomeação dos Justos, criada pelo Yad Vashem concedeu-lhe a medalha dos Justos entre as Nações.
Em 2012, a Câmara Municipal de Lisboa - por iniciativa da Junta de Freguesia dos Anjos (actual Freguesia de Arroios) - atribuiu o nome de Sampaio Garrido à Escola Básica nº 26, que integra o Agrupamento de Escolas Nuno Gonçalves.

## Condecorações[8]
- Comendador da Ordem Militar de Cristo de Portugal (23 de maio de 1932)
- Grande-Oficial da Ordem Militar de Cristo de Portugal (5 de outubro de 1934)
- Oficial da Ordem Militar de Sant'Iago da Espada de Portugal (27 de outubro de 1934)
- Grande-Oficial da Ordem da Liberdade de Portugal, a título póstumo (4 de janeiro de 1996)
- Cavaleiro da Ordem de Isabel, a Católica, de Espanha
- Cavaleiro da Ordem de Gustavo Vasa da Suécia
- Cavaleiro da Ordem da Coroa da Prússia